# محوطه و پل خشتی بلوردکان
محوطه و پل خشتی بلوردکان مربوط به دوره صفوی است و در شهرستان لنگرود، بخش اطاقور، روستای بلور دکان واقع شده و این اثر در تاریخ ۲ بهمن ۱۳۸۲ با شمارهٔ ثبت ۱۰۷۸۶ به‌عنوان یکی از آثار ملی ایران به ثبت رسیده است.
پل خشتی بلوردکان در محل پیوستن دو رودخانه «سیاه رود» و «زیل بره» بهم می‌پیوندند، ساخته شده است.